# Ilirjan Suli
Ilirjan Suli (* 11. Oktober 1975) ist ein ehemaliger albanischer Gewichtheber.
Er belegte bei den Europameisterschaften 1995 den 15. Platz in der Klasse bis 76 kg. 1996 wurde er bei den Europameisterschaften Siebter. Im selben Jahr nahm er an den Olympischen Spielen in Atlanta teil, bei denen er den 14. Platz erreichte. Bei den Europameisterschaften 2000 gewann er in der Klasse bis 77 kg die Bronzemedaille. Im Sommer nahm er in Sydney an seinen zweiten Olympischen Spielen teil und führte bei der Eröffnungsfeier die albanische Mannschaft als Fahnenträger an. Im Wettkampf erreichte er den fünften Platz und gewann als erster Albaner ein Olympisches Diplom.
2002 wurde Suli bei den Weltmeisterschaften in der Klasse bis 85 kg Vierter im Zweikampf und gewann im Reißen die Silbermedaille. 2005 war er bei den Weltmeisterschaften gemeldet, trat aber nicht an. Nach einer längeren Pause war sein nächstes internationales Turnier die Weltmeisterschaft 2011, bei der er den 15. Platz belegte. 2012 wurde er allerdings bei einer Trainingskontrolle positiv auf Metandienon getestet und für zwei Jahre gesperrt.